# هیزا گوروما
هیزا گوروما (به ژاپنی: 膝車)-(به انگلیسی: Hiza guruma) یکی از فنون و تکنیک‌های دستهٔ ناگه-وازا رشتهٔ ورزشی جودو است که در زیردستهٔ آشی-وازا دسته‌بندی می‌شود.